# Kazimierz Małachowski
Pour les articles homonymes, voir Małachowski.
Kazimierz Małachowski (né le 24 février 1765 à Wiszniewo en Pologne, actuellement Вішнева (Vichnieva) en Biélorussie - mort le 5 janvier 1845 à Chantilly) est un général de Duché de Varsovie et du Royaume du Congrès.

## Biographie
Il s'engage dans l'armée en 1786 en tant que canonnier. Il commande une demi-compagnie d'artillerie le jour du déclenchement de l'insurrection de Kościuszko sur la place du marché de Cracovie. Après la bataille de Racławice il est nommé commandant. Lors de la bataille de Maciejowice il dirige l'artillerie.
En 1797 il entre dans les légions polonaises au sein desquelles il participe à l'expédition de Saint-Domingue. En 1805 il devient colonel. Dès 1812 il sert dans l'armée de Duché de Varsovie. Il s'illustre lors de la bataille de la Bérézina mais il est fait prisonnier à Leipzig. Après sa libération, le 8 octobre 1813 il est nommé général de brigade.
En 1815, il obtient le titre de gouverneur de Modlin. Pendant son séjour de 15 ans à Modlin, il démissionne de l'armée.
Il reprend du service en 1830 lors de l'insurrection de novembre. Général de division, il s'illustre pendant les batailles d'Ostrołęka et de Białołęka. Du 20 août au 7 septembre 1831 il est adjoint au commandant en chef de l'insurrection et le 7 septembre il devient commandant en chef. Trois jours plus tard il passe le pouvoir à Maciej Rybiński, le dernier chef de l'insurrection.

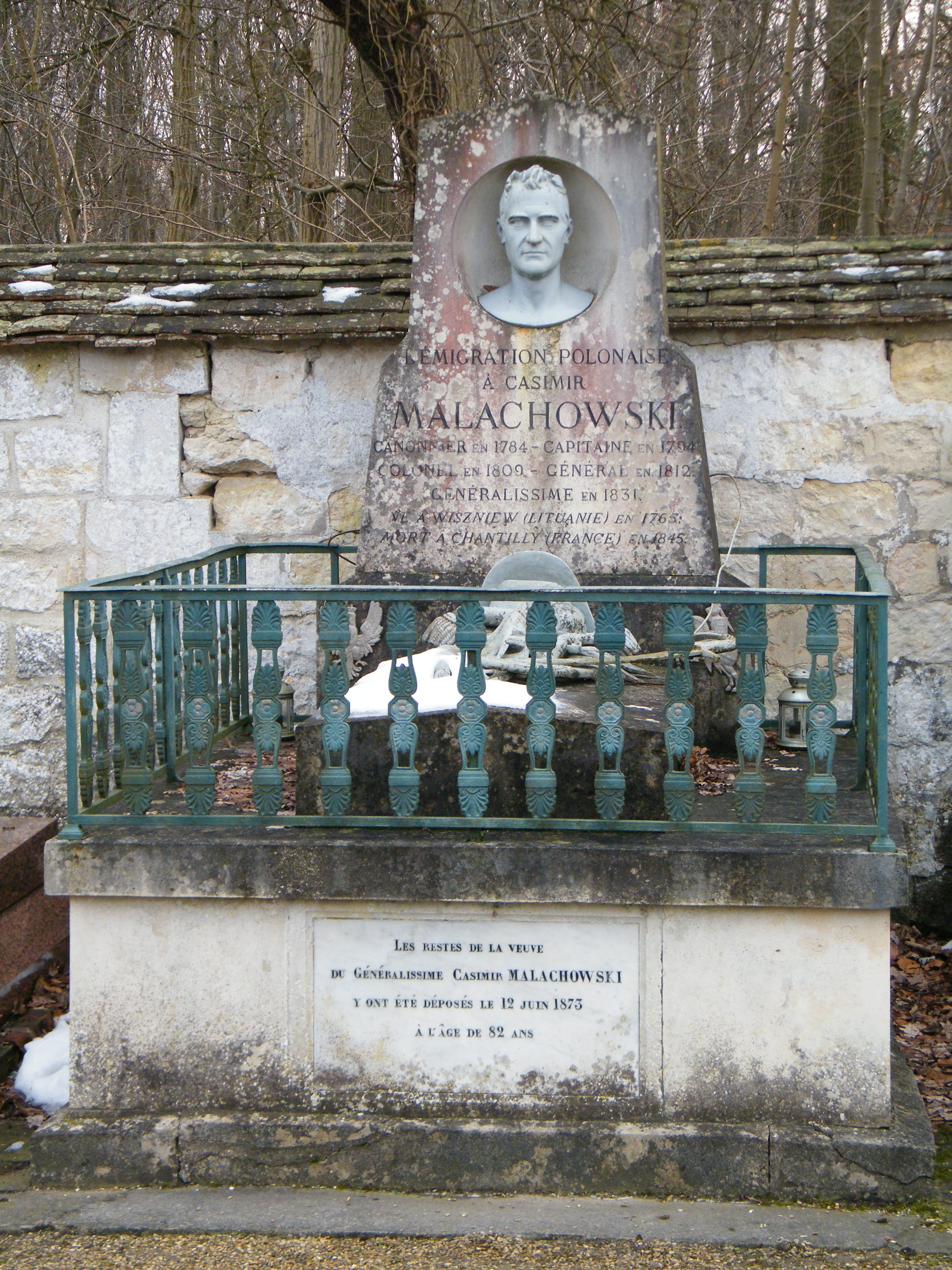
Vue de la sépulture.

Kazimierz Małachowski s'éteint le 5 janvier 1845 à Chantilly. Il repose au cimetière Bourillon de Chantilly.

## Décorations
- Ordre militaire de Virtuti Militari[2]